# Araure (Portuguesa)
Araure é um município da Venezuela localizado no estado de Portuguesa.
A capital do município é a cidade de Araure.